# 阿尔努埃罗
阿尔努埃罗，是西班牙坎塔布里亚的一个市镇。总面积25平方公里，总人口1826人（2001年），人口密度73人/平方公里。